# Trofeo Internacional Bastianelli
El Trofeo Internacional Bastianelli (oficialmente: Trofeo Internazionale Bastianelli) es una carrera ciclista italiana que se disputa en Atina, en la Provincia de Frosinone (región de Lacio) y sus alrededores. Su nombre se debe a Giovanni Bastianelli ciclista local de los años 20.
La carrera se creó en 1977 como amateur bajo el nombre de Trofeo Bastianelli, el traslado a Internacional se hizo en 1993 aunque siguió siendo amateur por ello la mayoría de ganadores han sido italianos. A pesar de ello han participado corredores locales conocidos como Gino Bartali (1984), Francesco Moser (1990) y Claudio Chiappucci (1999). Desde la creación de los Circuitos Continentales UCI en 2005 forma parte del UCI Europe Tour, dentro de la categoría 1.2 (última categoría del profesionalismo).
Normalmente se disputa en un trazado de 155 km y se divide en cinco rondas, las dos primeras con una longitud de aproximadamente 57 km cada una, la primera se corre en un terreno llano y la segunda en un sube y baja con dificultad de media montaña, finalmente se realizan tres vueltas en un circuito de 14 km en Atina.
Está organizado por G.S.Sabina.

## Palmarés
En amarillo: edición amateur.
| Año                              | Ganador                 | Segundo                 | Tercero                |
| -------------------------------- | ----------------------- | ----------------------- | ---------------------- |
| Trofeo Bastianelli               |                         |                         |                        |
| 1977                             | Vicenzo Pannone         | Bandera de ?            | Bandera de ?           |
| 1978                             | Franco Grossi           | Bandera de ?            | Bandera de ?           |
| 1979                             | Vincenzo Taglione       | Bandera de ?            | Bandera de ?           |
| 1980                             | Francesco Cesarini      | Bandera de ?            | Bandera de ?           |
| 1981                             | Antonio Marchionne      | Bandera de ?            | Bandera de ?           |
| 1982                             | Raffaele Mollica        | Bandera de ?            | Bandera de ?           |
| 1983                             | Claudio Visci           | Bandera de ?            | Bandera de ?           |
| 1984                             | Paolo Casconi           | Bandera de ?            | Bandera de ?           |
| 1985                             | Davide Bracale          | Bandera de ?            | Bandera de ?           |
| 1986                             | Vittorio Barlocci       | Bandera de ?            | Bandera de ?           |
| 1987                             | Davide Brotini          | Bandera de ?            | Bandera de ?           |
| 1988                             | Daniele Bruni           | Bandera de ?            | Bandera de ?           |
| 1989                             | Biagio Scarpato         | Bandera de ?            | Bandera de ?           |
| 1990                             | Ezio Missori            | Bandera de ?            | Bandera de ?           |
| 1991                             | Stefano Dante           | Bandera de ?            | Bandera de ?           |
| 1992                             | Romualdo Apicella       | Bandera de ?            | Bandera de ?           |
| Trofeo Internacional Bastianelli |                         |                         |                        |
| 1993                             | Samuele Schiavina       | Sandro Senesi           | Mauro Sandroni         |
| 1994                             | Oscar Ferrero           | Ando Yasuhiro           | Daniele Cignali        |
| 1995                             | Gianluca Vezzoli        | Mauro Sandroni          | Alberto Puerini        |
| 1996                             | Fabio Sacchi            | Guisvan Piovaccari      | Andrea Fiori           |
| 1997                             | Claudio Ainardi         | Romāns Vainšteins       | Marco Giroletti        |
| 1998                             | Gianluca Tonetti        | Alessandro Volpe        | Ondřej Sosenka         |
| 1999                             | Antonio Varriale        | Dimitri Valach          | Giuseppe Romano        |
| 2000                             | Gianluca Fanfoni        | Andrei Tcherniakov      | Massimilliano Martella |
| 2001                             | Massimilliano Martella  | Mirko Puglioli          | Aitor Galdós           |
| 2002                             | Vladislav Borisov       | Domenico Pozzovivo      | Andrea Masciarelli     |
| 2003                             | Jorg Strauss            | Francesco De Bonis      | Mariusz Wiesiak        |
| 2004                             | Moises Aldape Chávez    | Ruslan Pidgornyy        | Ivan Stević            |
| 2005                             | Davide Torosantucci     | Massimilliano Martella  | Manuele Spadi          |
| 2006                             | Rocco Capasso           | Jure Kojcan             | Americo Novembrini     |
| 2007                             | Francesco De Bonis      | Fabio Taborre           | Davide D'Angelo        |
| 2008                             | Peter Kennaugh          | Mathieu Delarozière     | Francesco Rivera       |
| 2009                             | Radoslav Rogina         | Ilya Gorodnichev        | Stefano Pirazzi        |
| 2010                             | Carmelo Consolato Panto | Kristijan Đurasek       | Henry Frusto           |
| 2011                             | Kristijan Đurasek       | Nathan Pertica          | Daniele Aldegheri      |
| 2012                             | Luigi Miletta           | Carmelo Consolato Panto | Michael Freiberg       |
| 2013                             | Maxat Ayazbayev         | Corrado Lampa           | Giorgio Cecchinel      |
| 2014                             | Nicola Gaffurini        | Artur Fedosseyev        | Davide Pacchiardo      |
| 2015                             | Michele Gazzara         | Nicola Gaffurini        | Lorenzo Rota           |

## Palmarés por países
| País        | Victorias |
| ----------- | --------- |
| Italia      | 32        |
| Croacia     | 2         |
| México      | 1         |
| Rusia       | 1         |
| Reino Unido | 1         |
| Suiza       | 1         |
| Kazajistán  | 1         |